# Місцева залізниця Делятин-Коломия-Степанівка
Місцева залізниця Делятин-Коломия-Степанівка (нім. Localbahn Delatyn-Kołomyja-Stefanowka, LDKS) — місцева залізниця, побудована в 1898–1899 роках в межах Австро-Угорщини, загальною протяжністю 112,62 км. Залізниця складалася з однієї ділянки, відкритої 18 листопада 1899 року.
Концесію на будівництво залізниці Делятин – Коломия – Степанівка отримав: Національний департамент Королівства Галичини та Лодомерії з Великим князівством Краківським 25 квітня 1898 року. Власником залізниці було «Місцеве акціонерне товариство Делятин-Коломия-Степанівка». Загальна довжина залізничної колії до початку Першої світової війни практично не змінилася і становила 112,62 км.
У початковий період своєї роботи (1899 р.) залізниця мала рухомий склад, який складався з: 6 локомотивів, 14 пасажирських вагонів і 46 вантажних вагонів. Через чотири роки кількість вантажних вагонів зросла на 10, а в 1910 році їх склад збільшився ще на 16 (всього на той час працювало 72 вантажні вагони). До початку Першої світової війни стан залізничного рухомого складу Делятин – Коломия – Степанівка більше не змінювався.
У перший повний рік роботи (1900) місцевою залізницею скористалося 82 тис. осіб. пасажирів. Через рік пасажирські перевезення зросли до 189 тисяч. Люди. У 1908 році кількість пасажирів уперше перевищила 200 тис. щорічно (208,2 тис. ). У 1911–1913 роках щорічно здійснювалося 210, 233 і 226 тисяч подорожей відповідно. пасажирів. Мандрівники могли користуватися вагонами різних стандартів залежно від фінансових можливостей. Найбагатші клієнти залізниці використовували вагони класу 1, а найбідніші – вагони класу 3. У 1899–1913 роках лише 0,01–0,14% пасажирів подорожували в найкращих умовах. Зазвичай 1,2–4,0% мандрівників скористалися поїздкою 2-м класом. Найбільшою популярністю серед пасажирів користувався 3-й клас – 86-96% клієнтів подорожували цим класом автомобілів. Решта 2,6-10,4% клієнтів – це люди, які подорожують за військовим тарифом. Місцева залізниця Делятин — Коломия — Степанівка взагалі не обслуговувала пасажирські вагони 4 класу.
У 1900 році залізниця перевезла лише 24,3 тис. навантажень. Наступні роки принесли динамічне зростання вантажних перевезень: з 66 тис. до т (1902) до 97 тис. т (1906) і 135 тис. т (1912). Через рік загальна вага вантажів знову склала 129 тисяч. об.